# Thorsten Becker (Fußballspieler)
Thorsten Becker (* 13. Mai 1980) ist ein deutscher Fußballspieler.

## Laufbahn
Als Jugendspieler wechselte er 1992 von Fortuna Schlangen in die Nachwuchsabteilung des TuS Paderborn-Neuhaus. Becker durchlief alle Jugendmannschaften und spielte seit der Saison 2001/02 in der ersten Mannschaft der Paderborner. Mit dem Klub, in der Zwischenzeit umbenannt in SC Paderborn 07, stieg der gelernte Abwehrspieler nach Ablauf der Regionalligasaison 2004/05 als punktgleicher Tabellenzweiter hinter dem Meister Eintracht Braunschweig in die 2. Fußball-Bundesliga auf. Ein weiterer Höhepunkt seiner bisherigen Karriere war der Einzug ins Achtelfinale des DFB-Pokals 2004/05, der jedoch vom Wettskandal um Schiedsrichter Robert Hoyzer überschattet wurde.
In seiner ersten Zweitligasaison bestritt Thorsten Becker für den SC Paderborn zunächst zehn Spiele, als er im November 2005 beim Training mit einem Schuh im Rasen hängen blieb und sich einen Kreuzbandriss zuzog. Seitdem konnte er kein Pflichtspiel mehr für den SCP bestreiten. Nach rund zehnmonatiger Pause feierte er sein Comeback in Freundschaftsspielen, nur um im November 2006 erneut eine schwere Knieverletzung zu erleiden. Vor der Saison 2007/08 stand er wieder auf dem Feld. Er wurde in der 73. Minute in dem Freundschaftsspiel gegen Preußen Münster eingewechselt. Nach der Saison 2008/09 lief sein Vertrag in Paderborn aus und Becker entschied sich für einen Wechsel in eine unterklassige Liga. In der Saison 2009/10 spielte er für den Hövelhofer SV in der Westfalenliga.
Im Januar 2011 kehrte Thorsten Becker zu seinem Jugend- und Heimatverein FC Fortuna Schlangen in die Kreisliga A zurück. Seit dem Sommer 2011 war er Trainer der 1. Mannschaft des FC Fortuna. Er wurde mit dem letzten Spieltag der Saison 2014/15 durch Werner Koch abgelöst.
Ab der Saison 2016/2017 übernimmt er das Traineramt beim A-Kreisligisten Sportfreunde Oesterholz-Kohlstädt.